# Orde de l'Imperi Indi
La Molt Eminent Orde de l'Imperi Indi (anglès:The Most Eminent Order of the Indian Empire) és un orde de cavalleria fundat per la Reina Victòria el 1877. L'Orde incloïa 3 classes:
1. Cavaller Gran Comandant - Knight Grand Commander (GCIE)
2. Cavaller Comandant - Knight Commander (KCIE)
3. Company - Companion (CIE)

No s'ha fet cap nomenament des del 1947 (l'any en què l'Índia esdevingué independent).
El lema de l'orde és Imperatricis auspiciis ("Sota els auspicis de l'Emperadriu"), una referència a Victòria, la primera Emperadriu de l'Índia. L'Orde era la de menor importància associada amb l'Imperi de l'Índia (la superior era l'Orde de l'Estrella de l'Índia)

## Història
L'Orde va ser fundat el 1877 per recompensar als oficials britànics i nadius que servien a l'Índia. Originalment només tenia una classe (Company), però el 1887 s'estengué a 3 classes. S'intentà que l'Orde de l'Imperi de l'Índia fos una versió menys exclusiva que l'Orde de l'Estrella de l'Índia, (fundada el 1861), per la qual cosa se'n feren molts més nomenaments.
No s'ha fet cap nomenament des del 14 d'agost de 1947 (l'any en què l'Índia esdevingué independent). Els únics membres supervivents són la Reina Elisabet II (la Sobirana) i el Maharajà de Dhrangadhra (Cavaller Comandant), nascut el 1923. El darrer GCIE supervivent, el Maharajà Sir Chithira Thirunal Balarama Varma de Travancoreva morir el 1991.

## Composició
El Sobirà britànic és el Sobirà de l'Orde. El membre superior és el Gran Mestre, ofici realitzat pel Governador General de l'Índia. Els virreis anteriors, així com altres alts oficials eren elegibles pel nomenament, així com els mandataris dels principats indis. Generalment, els governants dels principals estats eren nomenats Gran Comandant de l'Orde de l'Estrella de l'Índia més que de l'Orde de l'Imperi de l'Índia, si bé no sempre. Les dames (llevat de les mandatàries) no eren elegibles per l'ordre, i aquestes com a "Cavaller", no pas com a "Dama".

## Precedència i privilegis
Els Cavallers Gran Comandant feien servir la citació "GCIE", els Cavallers Comandant "KCIE" i els Companys "CIE". Els Cavallers Gran Comandant i Comandant rebien el prefix "Sir" al seu nom, i les seves esposes, "Lady", si bé aquestes fórmules no eren emprades entre els prínceps indis, excepte quan escrivien formalment el seu nom.
Els Cavallers Gran Comandant, a més, rebien un escut heràldic. Si ja en tenien, podien encerclar-lo amb l'anell de l'orde i el collar. Els Cavallers Comandant i els Companys només podien afegir l'anell.
La insígnia penjava del collar o de l'anell, segons el cas.

## Disseny
- Grans Ocasions (Reunió de l'Orde o Coronacions):

- La Capa: De color blau fosc, amb cordons de seda blanca. Només es porta pels Cavallers Gran Comandant. A l'esquerra porta bordada l'Estrella.
- El Collar: Només es portat pels Cavallers Gran Comandant. Consisteix en Elefants daurats, Roses índies i pavons. És fet d'or.

- Altres Ocasions:

- L'Estrella: Usada pels Cavallers Gran Comandant i Cavallers Comandant. Es porta sobre el costat esquerre. Té 10 puntes, amb raigs d'or i plata per classe Gran Comandant i només en plata per Comandant. Al centre hi ha una imatge de la Reina Victòria envoltada per un anell blau fosc amb el lema (Imperatricis auspiciis) i amb la corona al damunt.
- La Insígnia: Usada per tots els membres de l'orde. Se suspèn d'un galó blau fosc. Els membres de grau Gran Comandant la porten en forma de banda sobre l'espatlla dreta; i els de grau Comandant i Company la porten penjant del coll. Es tracta d'una flor vermella de 5 pètals, amb la corona a la part superior, i la imatge de la Reina Victòria al centre, envoltada per un anell blau fosc amb el lema (Imperatricis auspiciis).

A diferència de la majoria dels altres ordes britànics de cavalleria, la insígnia de l'Orde de l'Estrella de l'Índia no incorpora creus, la qual cosa hagués estat inacceptable per prínceps indis nomenats a l'orde.